# Brett Steven
Brett Steven (Auckland, 27 april 1969) is een voormalig professioneel Nieuw-Zeelands tennisspeler. Hij was actief in het professionele circuit van 1988 tot 1999.
Steven behaalde zijn grootste successen in het dubbelspel met negen ATP-toernooizeges, met als belangrijkste zege het toernooi van Indian Wells in 1995 aan de zijde van Tommy Ho.
Tijdens Wimbledon 1996 was Steven de enige speler die een set wist te winnen van de latere toernooiwinnaar Richard Krajicek.
Voor zijn profcarrière speelde Steven één jaar Collegetennis voor Southern Methodist University in Dallas.

## Palmares

#### Enkelspel
| Legenda                       | Legenda               |
| ----------------------------- | --------------------- |
| Grand Slam                    |                       |
| Olympische Spelen             |                       |
| tot 2009                      | vanaf 2009            |
| Tennis Masters Cup            | ATP Finals            |
| ATP Masters Series            | ATP Tour Masters 1000 |
| ATP International Series Gold | ATP Tour 500          |
| ATP International Series      | ATP Tour 250          |

| Nr.              | Datum            | Toernooi        | Ondergrond | Tegenstander in finale | Score            | Details |
| ---------------- | ---------------- | --------------- | ---------- | ---------------------- | ---------------- | ------- |
| Verloren finales |                  |                 |            |                        |                  |         |
| 1.               | 29 augustus 1993 | ATP Schenectady | Hardcourt  | Thomas Enqvist         | 6–4, 3-6, 6-7(0) | Details |
| 2.               | 14 januari 1996  | ATP Auckland    | Hardcourt  | Jiří Novák             | 4-6, 4-6         | Details |
| 3.               | 13 juli 1997     | ATP Newport     | Gras       | Sargis Sargsian        | 4-6, 4-6         | Details |

### Dubbelspel
| Nr.                           | Datum            | Toernooi           | Ondergrond    | Partner           | Tegenstanders in finale             | Score         | Details |
| ----------------------------- | ---------------- | ------------------ | ------------- | ----------------- | ----------------------------------- | ------------- | ------- |
| Gewonnen finales heren dubbel |                  |                    |               |                   |                                     |               |         |
| 1.                            | 14 juli 1991     | ATP Newport        | Gras          | Gianluca Pozzi    | Javier Frana Bruce Steel            | 6–4, 6–4      | Details |
| 2.                            | 6 maart 1994     | ATP Kopenhagen     | Tapijt (i)    | Martin Damm       | David Prinosil Udo Riglewski        | 6–3, 6–4      | Details |
| 3.                            | 17 april 1994    | ATP Hong Kong      | Hardcourt     | Jim Grabb         | Jonas Björkman Patrick Rafter       | w/o           | Details |
| 4.                            | 15 mei 1994      | ATP Coral Springs  | Gravel        | Lan Bale          | Ken Flach Stéphane Simian           | 6–3, 7–5      | Details |
| 5.                            | 12 maart 1995    | ATP Indian Wells   | Hardcourt     | Tommy Ho          | Gary Muller Piet Norval             | 6–4, 7–6      | Details |
| 6.                            | 16 maart 1997    | ATP Kopenhagen     | Tapijt (i)    | Andrej Olchovski  | Kenneth Carlsen Frederik Fetterlein | 6–4, 6–2      | Details |
| 7.                            | 23 maart 1997    | ATP St. Petersburg | Tapijt(i)     | Andrej Olchovski  | David Prinosil Daniel Vacek         | 6–4, 6–3      | Details |
| 8.                            | 13 juli 1997     | ATP Newport        | Gras          | Justin Gimelstob  | Kent Kinnear Aleksandar Kitinov     | 6–3, 6–4      | Details |
| 9.                            | 18 januari 1998  | ATP Auckland       | Hardcourt     | Patrick Galbraith | Tom Nijssen Jeff Tarango            | 6–4, 6–2      | Details |
| Verloren finales heren dubbel |                  |                    |               |                   |                                     |               |         |
| 1.                            | 29 augustus 1993 | ATP Schenectady    | Hardcourt     | Byron Black       | Bernd Karbacher Andrej Olchovski    | 6–2, 6–7, 1–6 | Details |
| 2.                            | 19 februari 1995 | ATP Memphis        | Hardcourt (i) | Tommy Ho          | Jared Palmer Richey Reneberg        | 6–4, 6–7, 1–6 | Details |
| 3.                            | 23 april 1995    | ATP Bermuda        | Gravel        | Jason Stoltenberg | Grant Connell Todd Martin           | 6–7, 6–2, 5–7 | Details |
| 4.                            | 12 november 1995 | ATP Moskou         | Tapijt (i)    | Tommy Ho          | Byron Black Jared Palmer            | 4–6, 6–3, 3–6 | Details |
| 5.                            | 14 januari 1996  | ATP Auckland       | Hardcourt     | Jonas Björkman    | Marcos Ondruska Jack Waite          | w/o           | Details |
| 6.                            | 10 maart 1996    | ATP Scottsdale     | Hardcourt     | Richey Reneberg   | Patrick Galbraith Rick Leach        | 7–5, 5–7, 5–7 | Details |
| 7.                            | 15 maart 1998    | ATP Kopenhagen     | Tapijt (i)    | Jan Siemerink     | Tom Kempers Menno Oosting           | 4–6, 6–7(4)   | Details |
| 8.                            | 10 mei 1998      | ATP Hamburg        | Gravel        | David Adams       | Donald Johnson Francisco Montana    | 2–6, 5–7      | Details |

## Prestatietabel
| Legenda | Legenda                          |
| ------- | -------------------------------- |
| g.t.    | geen toernooi gehouden           |
| l.c.    | lagere categorie                 |
| –       | niet deelgenomen                 |
| G       | uitgeschakeld in de groepsfase   |
| 1R      | uitgeschakeld in de eerste ronde |
| 2R      | uitgeschakeld in de tweede ronde |
| 3R      | uitgeschakeld in de derde ronde  |
| 4R      | uitgeschakeld in de vierde ronde |
| KF      | uitgeschakeld in de kwartfinale  |
| HF      | uitgeschakeld in de halve finale |
| F       | de finale verloren               |
| W       | het toernooi gewonnen            |
| w-v     | winst/verlies-balans             |

### Prestatietabel grand slam, enkelspel
| Toernooi        | 1993 | 1994 | 1995 | 1996 | 1997 | 1998 | 1999 |
| --------------- | ---- | ---- | ---- | ---- | ---- | ---- | ---- |
| Australian Open | KF   | 2R   | 2R   | 4R   | 1R   | 1R   | 1R   |
| Roland Garros   | 2R   | 1R   | 3R   | 2R   | –    | 1R   | –    |
| Wimbledon       | 2R   | 2R   | 3R   | 3R   | 4R   | 1R   | –    |
| US Open         | 1R   | 1R   | 2R   | –    | 2R   | 1R   | –    |

### Prestatietabel grand slam, dubbelspel
| Toernooi        | 1992 | 1993 | 1994 | 1995 | 1996 | 1997 | 1998 | 1999 |
| --------------- | ---- | ---- | ---- | ---- | ---- | ---- | ---- | ---- |
| Australian Open | –    | 1R   | 1R   | 2R   | 3R   | 2R   | KF   |      |
| Roland Garros   | –    | 2R   | 3R   | HF   | 1R   | –    | KF   | –    |
| Wimbledon       | –    | 1R   | KF   | 2R   | 1R   | 2R   | KF   | –    |
| US Open         | 2R   | 2R   | 3R   | –    | –    | 1R   | 1R   |      |